# Пустыня Стшелецкого
Пустыня Стшеле́цкого (англ. Strzelecki Desert) — пустыня в Австралии: северо-восток штата Южная Австралия, северо-запад штата Новый Южный Уэльс и крайний юго-запад Квинсленда. Расположена к северо-востоку от озера Эйр и к северу от хребта Флиндерс. На северо-западе переходит в пустыню Симпсон.
Пустыня была открыта европейцами в 1845 году и названа в честь Павла Стшелецкого (1797—1873), польского исследователя.
Через пустыню проходят русла сезонных рек Стшелецки-Крик и Яндама-Крик, нижние течение рек Купер-Крик и Дайамантина. По северной окраине пустыни находятся поселения Бёрдсвилл, Кордилло-Даунс, Гидгелла и Иннаминка, с южной стороны — Итаданна. На северо-западной окраине — болото Гойдер-Лагун.